# Michelsberg (Nittenau)
Michelsberg ist ein östlich gelegener Ortsteil der Oberpfälzer Stadt Nittenau im Landkreis Schwandorf in Bayern.

## Geschichte
Von der abgegangenen Burg der Michelsberger, die schon zu Anfang des 15. Jahrhunderts verfallen war, sind keine Ruinen mehr vorhanden. Die Anlage wird als Bodendenkmal unter der Aktennummer D-3-6839-0002 im Bayernatlas als „archäologische Befunde und Funde im Bereich der Kath. Wallfahrtskirche St. Michael in Michelsberg, darunter die Spuren der abgegangenen Burg Michelsberg“ geführt.

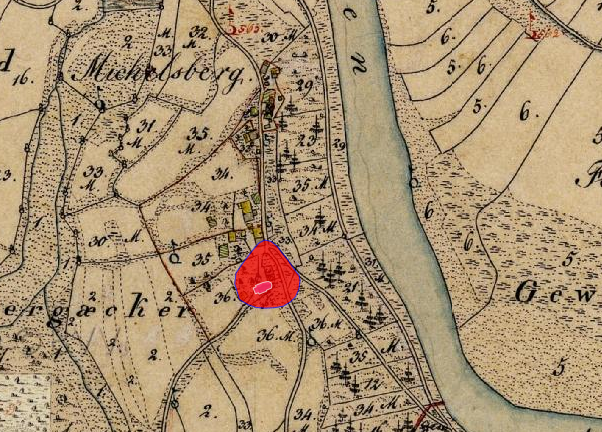
Lageplan von Burgstall Michelsberg auf dem Urkataster von Bayern

1150 wird Friedrich de monte St. Michaelis unter den Dienstleuten des Burggrafen Heinrich zu Regensburg zum ersten Mal im Zusammenhang mit Michelsberg erwähnt.
Christian de monte St. Michaelis schenkte 1177 dem Kloster Reichenbach am Regen einen Teil seines Besitzes. Die Michelsberger starben hier im Mannesstamme aus. Die Michelsberger übersiedeln nach Bodenstein und nennen sich ab Mitte des 14.  Jahrhunderts von dem Podenstein. Seit 1433 gibt es keine konkreten Aufzeichnungen mehr über diese Burg. Die schlichte, gotische Kirche könnte die Burgkapelle gewesen sein. Im Chor steht der aus dem 17. Jahrhundert stammende Altar mit dem Bild der Kirchenpatronin, der Maria Immaculata. Die Predella zeigt das Martyrium des heiligen Bartholomäus zwischen Abbildungen des Schlosses Bodenstein und der Burg Michelsberg. Einige Grabsteine des 17. und 18. Jahrhunderts weisen auf die enge Beziehung zu Schloss Bodenstein hin.